# كازينو دي كامبيوني
كازينو دي كامبيوني (باللغة الإيطالية: Casinò di Campione) كانت أكبر شركة في كامبيوني ديتاليا التي تقع في الأراضي الإيطالية الحبسية داخل سويسرا، وهو مطل على بحيرة لوغانو، تأسس عام 1917 أثناء الحرب العالمية الأولى كمكان لجمع المعلومات من الدبلوماسيين الأجانب، في البداية كانت ملكًا للحكومة الإيطالية، وكانت تديرها البلدية، ولم يفرض عليها الضرائب، وقد كان أكبر كازينو في إيطاليا بل وفي أوروبا أجمعها. 
في 2007 نُقِل الكازينو من المبنى القديم المبني عام 1933 (و تم هدمه في ذلك الحين) إلى مبنى آخر بجانبه من تصميم المهندس المعماري السويسري ماريو بوتا ، وكان المبنى الجديد على مساحة 55 ألف متر مربع (أي مايعادل 590 ألف قدم مربعة) ، في 9 طوابق و3 مستويات تحت الأرض كموقف للسيارات، مما أتاح للكازينو 56 طاولة و500 ماكينة قمار. 
يضئ الكازينو ليلًا، ويمكن رؤيته من البحيرة من الناحية الأخرى. ويوفر بعض الآلات مثل آلات الروليت، والقمار، والجاك الأسود، ولعبة البوكر .
برز الكازينو في الأخبار عام 2006 بسبب فضائح قادها ابن آخر ملك لإيطاليا فيتوريو إيمانويل دي سافويا. 
أفلس الكازينو 27 يوليو 2018 ، حاليًا هو مغلق دائما. 

## الإفلاس
رفع أكثر من 200 دائن على الكازينو قضايا في محكمة كومو، تقدر الديون على الكازينو بحوالي 73 مليون يورو، وتطول قائمة الدائنين من إدارة الإطفاء المحلية، وأصحاب الفنادق الفاخرة، وممولي البلقان، وشركات المقامرة عبر الإنترنت، والبنوك، وحتى مخبز القرية.
حوالي 500 عامل مسرّح من الكازينو لم يتلقوا أجورهم منذ يوليو 2018
يقول السيد دوريجو وهو فني آلات مسرّح : «نحن جميعًا في طي النسيان وكلما مر الوقت كلما أصبح الأمر أكثر صعوبة، نحن في سباق مع الزمن» 